# Manschuk Mametowa

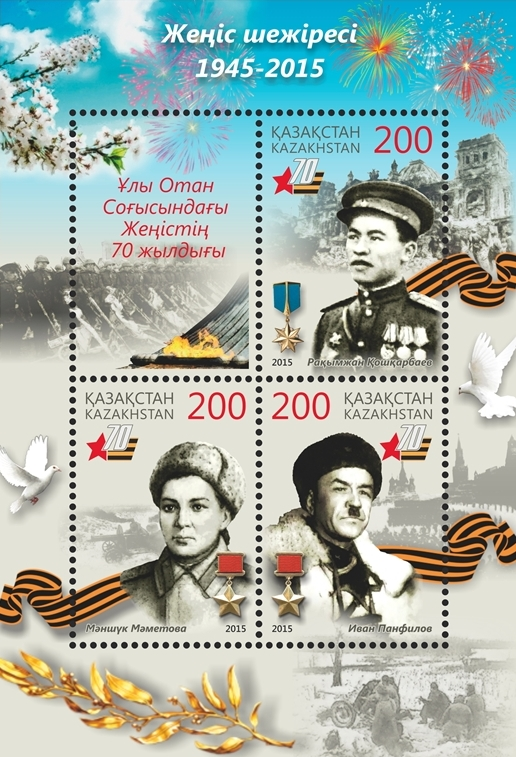
Briefmarken Kasachstans zum 70. Jahrestag des Kriegsendes (2015). Oben rechts: Rachimschan Koschkarbajew, unten: Manschuk Mametowa und Iwan Panfilow

Manschuk Schijengalijewna Mametowa (kasachisch Мәншүк Жиенғалиқызы Мәметова Mänşük Jiyenğaliyqızı Mämetova; russisch Маншук Жиенгалиевна Маметова; geboren 23. Oktober 1922 in Jïyekqum, Kirgisische ASSR; gefallen am 15. Oktober 1943 in Newel, Oblast Pskow) war eine sowjetisch-kasachische Soldatin.
Sie wurde für ihren Einsatz als Maschinengewehrschützin im Zweiten Weltkrieg als „Heldin der Sowjetunion“ ausgezeichnet und war die erste und neben Alija Moldagulowa die einzige zentralasiatische Frau, die diese Auszeichnung erhielt.

## Leben
Manschuk Schijengalijewna wurde in einem Dorf geboren, wuchs aber in Alma-Ata auf, wo sie auch eine weiterführende Schule besuchen konnte. Danach wurde sie auf einer RabFak auf eine medizinische Ausbildung vorbereitet. Daneben arbeitete Mametowa im Büro des Rates der Volkskommissare der Kasachischen SSR.

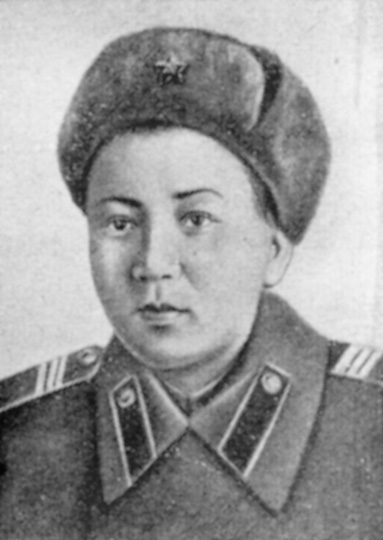
Manschuk Mametowa (1942/1943)

Um das Jahr 1941 meldete Mametowa sich als Kriegsfreiwillige in einem Rekrutierungsbüro, wurde jedoch abgewiesen. Im Sommer 1942 schloss sie mehrere medizinische Kurse ab und erlernte den Umgang mit einer Waffe. Sie wurde allerdings nicht zur Front abkommandiert, sondern als Sekretärin des Hauptquartiers der 100. Separaten Schützen-Brigade eingesetzt. Sie konnte später den Gebrauch eines Maschinengewehrs erlernen und überzeugte ihre Vorgesetzten mit der Präzision ihrer Schüsse. Als MG-Schützin kam sie zur 21. Gardeschützen-Division und an die Front. Dort gewann sie den Respekt ihrer Offiziere und Kollegen.
Am 15. Oktober 1943 wurde Newel hart umkämpft. Mametowa erhielt eine Verwundung am Kopf und deckte den Rückzug ihrer Kameraden. Durch einen deutschen Mörserangriff erhielt sie tödliche Verletzungen, soll aber noch den Angriff zurückgeschlagen haben. Der Überlieferung nach hat sie mit ihrem schweren Maschinengewehr (PM 1910) noch 70 Feindsoldaten getötet. Mametowa wurde in der Stadt Newel begraben.

## Würdigungen
Am 1. März 1944 wurde ihr posthum per Dekret des Präsidiums des Obersten Sowjets der UdSSR der Titel „Heldin der Sowjetunion“ verliehen.
Kasachstan gab 1995 anlässlich des 50-jährigen Jubiläums des Tages des Sieges eine Briefmarke mit ihrem Bildnis heraus. In Almaty und in Oral (Uralsk) gibt es ihr zu Ehren Denkmale. In letzterer Stadt auch ein Museum.
Im nördlichen Tien Shan, Kasachstan wurde ein Gletscher nach ihr benannt.